# Cortébert
Cortébert es una comuna suiza del cantón de Berna, situada en el distrito administrativo del Jura bernés. Limita al norte con las comunas de Mont-Tramelan y Corgémont, con quien también limita al este, al sur con Nods, y al oeste con Courtelary.
Hasta el 31 de diciembre de 2009 situada en el distrito de Courtelary.